# 罗木箐河
罗木箐河，位于中国云南省中部，是南盘江支流曲江上游州大河（玉溪大河）段的右岸支流，发源于晋宁区昆阳街道海龙村（原属宝峰镇）西，向南流入玉溪市红塔区，在红塔区北城街道的大营社区东入红旗水库，水库以下河段又称“红旗河”，继续南流至玉溪市北郊李棋街道金家边南入州大河。全长32.7公里，流域面积121平方公里。